# Ciniod I dei Pitti
Ciniod, figlio di Uuredech (fl. VIII secolo), è stato re dei Pitti.
È stato anche suggerito che fosse stato figlio di Feradach figlio di Selbach mac Ferchair, re di Dál Riata, che era stato fatto prigioniero da Óengus mac Fergusa nel 736. In alcune versioni della Cronaca dei Pitti il suo regno è omesso, anche se viene ricordata la sua morte, così come viene ricordato come sovrano dei Pitti dagli Annali dell'Ulster, dagli Annales Cambriae e dalla Cronaca di Melrose. In alcune delle versioni che omettono Ciniod, Gartnait figlio di Feredach viene menzionato come re dei Pitti un po' di tempo prima, forse negli anni Venti e Trenta dell'VIII secolo. Durante il regno di Ciniod gli Annali dell'Ulster ricordano una battaglia che fu combattuta a Fortriu contro gli uomini della Dál Riata guidati da Áed Find nel 768. Non si sa chi colse la vittoria. Ma gli Annali dei Quattro Maestri (che sono una fonte di minor valore) affermano che lo scontro avvenne nel Leinster e attribuiscono la vittoria a Cináed mac Flainn degli Uí Failgi e la sconfitta a un Áed. Simeone di Durham afferma che Alhred di Northumbria si rifugiò da Ciniod quando fu deposto nel 774. Diverse fonti collocano la morte di "Cinadhon, re dei Pitti", nel 775. Non sono ricordati figli maschi, mentre avrebbe avuto una figlia, "Eithne ingen Cinadhon", morta secondo gli Annals dell'Ulster nel 778.